# Prisoje (gmina Jezero)
Prisoje (cyr. Присоје) – wieś w Bośni i Hercegowinie, w Republice Serbskiej, w gminie Jezero. W 2013 roku liczyła 101 mieszkańców.